# Equal Pay Day

Animatie van de Europese Commissie "its time to reveal the gap". Het is nu tijd om de loonkloof zichtbaar te maken.

De Equal Pay Day is een jaarlijkse dag waarop stilgestaan wordt bij de loonkloof tussen vrouwen en mannen. Equal Pay Day wordt in diverse landen "gevierd." 
Door de loonkloof verdienen vrouwen per gewerkt uur gemiddeld minder geld dan mannen. Dat wil zeggen dat een gemiddelde man er korter over zou doen dan een gemiddelde vrouw om hetzelfde bedrag te verdienen. Op de datum van de Equal Pay Day zou een gemiddelde man het volledige jaarsalaris van een vrouw al verdiend hebben, terwijl de vrouw dan nog tot het eind van het jaar door moet werken. Er wordt hierbij geen rekening gehouden met verschil in functie tussen mannen en vrouwen, enkel met gemiddelden van loon over de totale groepen.
Met andere woorden, de dag markeert het aantal extra dagen dat vrouwen zouden moeten werken om gemiddeld hetzelfde te verdienen als mannen. Dit aantal dagen bedroeg in Nederland 59 dagen in 2014.
De datum van de "Equal Pay Day" wordt bepaald op basis van het gemiddelde verschil in loon. Omdat de loonkloof per land verschilt, valt de Equal Pay Day in alle landen op een andere datum, en kan de datum ook van jaar tot jaar verschillen. Hoe kleiner de loonkloof, des te later in het jaar valt de Equal Pay Day.  
In Duitsland, en tot 2024 ook in België, wordt de Equal Pay Day andersom berekend: het is de datum in het volgende jaar tot wanneer vrouwen moeten doorwerken zodat ze evenveel hebben verdiend als mannen verdienden t/m 31 december. Als de loonkloof krimpt, zal in dit model de dag steeds vroeger in het jaar plaatsvinden.  

## Europese Unie
In 2022 organiseerden twaalf landen van de Europese Unie (Oostenrijk, België, Cyprus, Tsjechië, Duitsland, Estland, Frankrijk, Nederland, Slowakije, Portugal, Spanje en Zweden) een Equal Pay Day. De datum wordt bepaald op basis van de loonkloof in dat land. Op deze dag worden activiteiten georganiseerd om het negatieve effect van de loonkloof tussen mannen en vrouwen te laten zien. Er zijn dan bijvoorbeeld acties voor gelijke beloning - vaak georganiseerd door vakbonden -, publieke debatten, seminars en persconferenties. De Equal Pay Day van de Europese Unie viel in 2022 op 15 november. In 2024 viel de dag ook op 15 november.
In Duitsland viel Equal Pay Day in 2009 op 20 maart. In 2022 was dat 7 maart geworden.

### België
In België wordt Equal Pay Day georganiseerd door ZIJkant. Deze organisatie baseert zich op berekeningen van de loonkloof door het Instituut voor de Gelijkheid van Vrouwen en Mannen. Dit instituut kreeg rond 2020 toegang tot de database van de Rijksdienst voor Sociale Zekerheid, waardoor de loonkloof nauwkeuriger berekend kon worden. Daarom zit er rond 2020 een sprong in de datum van de Belgische Equal Pay Day. De loonkloof was groter dan eerder bepaald.

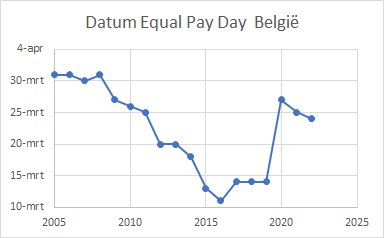
De datum van equal pay day in België. De loonkloof wordt kleiner. Daarom ligt de datum vroeger in het jaar. De sprong komt door het gebruik van een andere gegevensbron rond 2020.

De Belgische Equal Pay Day geeft aan hoeveel een vrouw gemiddeld langer moet doorwerken als het jaar is afgelopen ten opzichte van de gemiddelde man. De dag viel in België op de onderstaande data, vanaf 2024 werd de datum verplaatst naar het najaar (zie definities in inleiding) en werd de dag "unequal pay day" genoemd:
| jaar | datum                | bron |
| ---- | -------------------- | ---- |
| 2005 | 31 maart             |      |
| 2006 | 31 maart             |      |
| 2007 | 30 maart             |      |
| 2008 | 31 maart             |      |
| 2009 | 27 maart             |      |
| 2010 | 26 maart             |      |
| 2011 | 25 maart             |      |
| 2012 | 20 maart             |      |
| 2013 | 20 maart             |      |
| 2014 | 18 maart             |      |
| 2015 | 13 maart             |      |
| 2016 | 11 maart             |      |
| 2017 | 14 maart             |      |
| 2018 | 14 maart             |      |
| 2019 | 14 maart             |      |
| 2020 | 27 maart             |      |
| 2021 | 25 maart             |      |
| 2022 | 24 maart             |      |
| 2023 | 20 maart             |      |
| 2024 | 17 maart, 20 oktober | ,    |

### Nederland

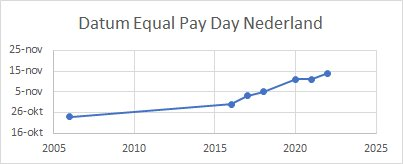
De datum van Equal Pay Day in Nederland valt telkens iets later. Volledige gelijke betaling van vrouwen en mannen is bereikt als de dag op 31 december zou vallen.

In Nederland viel Equal Pay Day op de volgende data:
| Jaar | Datum       | Opmerking                           | Bron   |
| ---- | ----------- | ----------------------------------- | ------ |
| 2006 | 24 oktober  | Dag van de Gelijke Beloning         | [ 4 ]  |
| 2016 | 4 maart     | Omgerekend 30 oktober in het najaar | [ 5 ]  |
| 2017 | 3 november  |                                     | [ 6 ]  |
| 2018 | 5 november  |                                     | [ 7 ]  |
| 2019 | 6 november  |                                     | [ 8 ]  |
| 2020 | 11 november |                                     | [ 9 ]  |
| 2021 | 11 november |                                     | [ 10 ] |
| 2022 | 14 november |                                     | [ 11 ] |
| 2023 | 14 november |                                     | [ 12 ] |
| 2024 | 14 november |                                     | [ 13 ] |

## Oorzaken
Er zijn diverse oorzaken voor het verschil in betaling tussen mannen en vrouwen:
- Het management en toezichthoudende functies worden overwegend bezet door mannen. Bij elke sector worden mannen vaker gepromoveerd in functie dan vrouwen, en als gevolg daarvan beter betaald.
- Vrouwen besteden meer tijd dan mannen aan belangrijke onbetaalde taken, zoals het huishouden en de zorg voor kinderen of familieleden.
- Vrouwen zijn geneigd hun carrière vaker dan mannen te onderbreken, hetgeen effect heeft op hun uurloon, hun toekomstige verdiensten en op hun pensioen.
- Vrouwen zijn oververtegenwoordigd in banen zoals het onderwijs en in winkels. Dit zijn functies die slechter betaald worden dan banen die overwegend door mannen worden bezet.
- Discriminatie op het gebied van het loon. Hoewel dit niet is toegestaan draagt dit bij aan de loonkloof.

## Geschiedenis
In België was de progressieve vrouwenbeweging ZIJkant initiatiefnemer de Equal Pay Day-campagnes. Deze organisatie startte daarmee rond 2004. In 2006 werd in Nederland de Dag van de Gelijke Beloning gehouden. Deze dag heeft 5 jaar stand gehouden.
In 2011 werd voor het eerst de European Equal Pay Day gehouden. België was het eerste Europese land dat een dag voor gelijke beloning organiseerde, in 2005. In Nederland werd op 24 oktober 2006 voor het eerst de Dag van de Gelijke Beloning georganiseerd door de Werkgroep Gelijke beloning, dat werkt!. Dit is een project van onder andere Atria, Bureau Clara Wichmann, Emancipator, Feminists Against Ableism, FNV,  Stem op een Vrouw, S.P.E.A.K., Women's March NL en Women Inc.
In Nederland is het in 2022 Equal Pay Day op 14 november. Deze datum is gebaseerd op een loonkloof van 13% over het jaar 2021. Dit cijfer is niet gecorrigeerd voor verschillen in bijvoorbeeld opleidingsniveau, functieniveau, werkervaring en leeftijd, maar wel voor het aantal gewerkte uren. De FNV heeft op basis van deze 13% berekend dat vrouwen in 2022 "gratis" werken gedurende 34 dagen.
De Europese Unie stemde in april 2023 in met een richtlijn die ervoor zorgt dat bedrijven looninformatie openbaar moeten maken en maatregelen moeten treffen als de loonkloof hoger is dan vijf procent.